# Zbigniew Resich
Zbigniew Resich, né le 30 septembre 1915, à Vienne, en Autriche et mort le 19 janvier 1989, à Konstancin-Jeziorna, en Pologne, est un ancien joueur de basket-ball, magistrat et homme politique polonais.

## Palmarès
- 3e du championnat d'Europe 1939